# Carles Riba i Romeva
Carles Riba i Romeva (Palma, 1 de juliol de 1947) és un enginyer, escriptor i polític català. Doctorat en enginyeria industrial el 1974, ha exercit de professor a la Universitat Politècnica de Catalunya des del 1971, exceptuant el període 1979-1983, en què fou el primer alcalde democràtic de Sant Joan Despí pel PSUC.
Paral·lelament, fou president del Centre d'Estudis Comarcals del Baix Llobregat del 1995 al 2013. Des del 2013 és el president del Col·lectiu per a un Nou Model Energètic Social i Sostenible (CMES). És autor de 14 llibres de text en el terreny de l'enginyeria mecànica i de 3 llibres en l'àrea d'energia.

## Família
Carles Riba és germà de Mercè Riba i Pau Riba i oncle de Caïm Riba.
És net per part materna de Pau Romeva, fundador d'Unió Democràtica de Catalunya, i per part paterna dels poetes Carles Riba i Bracons i Clementina Arderiu. És besnet d'Antoni Riba.
També és nebot d'Oriol Riba, cosí de Raül Romeva i oncle polític d'Oleguer Presas.

## Llibres
- Màquines i mecanismes I. El frec en les màquines (2004)
- Els robots industrials I. Característiques (2004)
- Mecanismes i màquines II. Engranatges (2004)
- Disseny de màquines I. Mecanismes (1995)
- Disseny de màquines II. Estructura constructiva (2004)
- Disseny de màquines IV. Selecció de materials (2009)
- El crac energètic. Xifres i fal·làcies (2012)
- Recursos energètics i crisi: La fi de 200 anys irrepetibles (2012)